# Макарово (Одесская область)
Макарово (укр. Макарове) — село, относится к Ширяевскому району Одесской области Украины. Расположено на реке Средний Куяльник.
Население по переписи 2001 года составляло 963 человека. Почтовый индекс — 66840. Телефонный код — 4858. Занимает площадь 2,38 км². Код КОАТУУ — 5125481901.

## Местный совет
66840, Одесская обл., Ширяевский р-н, с. Макарово, ул. Ленина, 12